# Saltillo
För andra betydelser, se Saltillo (olika betydelser).
Saltillo är en ort och kommun i nordöstra Mexiko och är administrativ huvudort för delstaten Coahuila. Staden grundades 1577. Folkmängden uppgår till cirka 750 000 invånare. Saltillo ligger cirka 90 kilometer sydväst om Monterrey.

## Storstadsområde
Storstadsområdet, Zona Metropolitana de Saltillo, hade 875 528 invånare 2013, på en yta av 14 071 km². Området består av de tre kommunerna Saltillo, Arteaga och Ramos Arizpe. Saltillos zona metropolitana är Mexikos till ytan näst största. Området består till största delen av mycket glesbefolkade områden och de allra flesta invånare bor på de enstaka procent av områdets yta som upptas av Saltillo med närmaste omgivningar.

## Industri
Saltillo är främst en industristad med mycket verksamhet inom fordonsindustrin. Det finns även viss sammansättning av telekomutrustning och Ericsson har haft utvecklingsverksamhet här.

## Kultur
Sarape de Saltillo är benämningen på de färggranna rektangulära plagg som har sitt ursprung i staden. Plaggets historia går tillbaka till 1600-talet, det associeras med revolutionen och är numera en populär souvenir. I stan visas plagget och dess historia tillsammans med andra mexikanska klädesplagg i museet "el Museo del Sarape y Trajes Mexicanos".

## Kuriosa
Coahuila var den första delstat i Mexiko där äktenskap mellan samma kön tilläts och i Saltillo genomfördes det första samkönade äktenskapet i Latinamerika i january 2007.